# Gregor Klančnik
Gregor Klančnik, slovenski gospodarstvenik in športnik, * 7. november 1913, Mojstrana, † 30. marec 1995, Ljubljana.
Po kocu 2. svetovne vojne je Klančnik  1947 končal  Višjo ekonomsko šolo v Beogradu. Od leta 1936 do 1979 je delal na področju črne metalurgije na raznih odgovornih mestih, med drugim je bil tudi generalni direktor Združenega podjetja slovenskih železarn. Njegovo strokovno delo je bilo usmerjeno zlasti v razvoj Železarne Ravne, kjer je bil več let zaposlen kot direktor.
Klančnik pa je bil dejaven tudi na športnem področju kot smučarski skakalec in smučarski tekač. Dejaven pa je bil tudi kot alpinist in telesnokulturni delavec. V sezoni 1937–1938 je osvojil naslov državnega prvaka v klasični kombinaciji. V okviru PZS je vodil posodobitvi Triglavskega doma na Kredarici (1980–1984) in Koče pri Triglavskih jezerih (1985–1988).  Klančnik je objavil okoli 100 publicističnih del iz gospodarstva in telesne kulture. Postal je častni član Zveze inženirjev in tehnikov Slovenije in častni občan Raven na Koroškem. Za delo v gospodarstvu in športu je prejel Kraigherjevo in Bloudkovo nagrado.

## Družina
Gregor Klančnik, rojen kot sin Gregorja st. Klančnika in Helene Janša, se je leta 1940 poročil z grofico Tatjano von Auersperg († 2002), Slovenko nemškega izvora, ki je bila hči grofa Alfonza von Auersperga in Cecilije Kunčič. Zakonca sta živela na Ravnah na Koroškem.